# هدا زرباف
هدی زرباف ‏(زاده ۱۳۶۱ – درگذشته ۱۳۹۹) هنرمند و مجسمه‌ساز ایرانی ساکن کانادا بود. او مدرک کارشناسی ارشد رشته انیمیشن را از دانشگاه تهران در سال ۱۳۸۴ و کارشناسی هنرهای زیبا را از دانشگاه وینزر، انتاریو در سال ۱۳۸۷ دریافت کرد. آثار او در موزه هنرهای معاصر تهران و گالری هنر اونتاریو به نمایش در آمده‌اند. 
در آثارش به مسئله‌ی حافظه، روح اشیا و زنانگی اشاره داشت. مجسمه‌های او از تصاویر، صداها و اشیای بازیافته ساخته می‌شد که ردی از تماس انسان در آن‌ها باقی مانده بود. همچون عروسک‌های رها شده، لباس‌ها، اسباب بازی های قدیمی، موی انسان، قطعات سرامیکی، صداها و تصاویر دیجیتال.

## زندگی هنری
لیسانس نقاشی و فوق‌لیسانس انیمیشن را از دانشگاه تهران اخذ کرد و چند سال پس از آن ۱۳۸۷ لیسانس هنرهای زیبا را از دانشگاه وینزر کانادا دریافت کرد. او نخستین نمایشگاه انفرادی خود را با عنوان «پروژه پیش از تولد» سال ۱۳۸۴ در دانشگاه تهران برگزار کرد و در سال‌های بعد نمایشگاه‌هایی در کانادا و تهران داشت. 

#### نمایشگاه‌ها

##### نمایشگاه‌های انفرادی
- ۱۳۸۹ - پرده برداری (به انگلیسی: [un]veiling)، گالری آرت لِیبِل، وینزر، انتاریو[۶]
- ۱۳۹۴ - ارواح نرم (به انگلیسی: Soft Souls)، گالری معاصر والنات، تورنتو[۷]
- ۱۳۹۵ - احجام گلدار، مسافران زمان (به انگلیسی: Floral Compositions: Travelers of Time and Space)، گالری آران، تهران[۸]
- ۱۳۹۶ - ما ماشین‌های تصویرسازی هستیم، گالری آران، تهران[۹]
- ۱۳۹۹ - عزیزم، من خانه هستم!، گالری دستان، تهران[۱۰]

##### نمایشگاه‌های گروهی
- ۱۳۸۸ - تلفن شکسته (به انگلیسی: Broken Phone)، گالری آرتسایت، ویندزور
- ۱۳۸۹ - وقتی می‌بینم که تو چقدر ترسیده‌ای، وحشت‌زده‌تر می‌شوم (به انگلیسی: I Get More Frightened When I See How Scared You Are)، گالری هنر وینزر، انتاریو[۱۱]
- ۱۳۹۳ - اعتدال ۱۴ (به انگلیسی: Equinox 14)، مِیک‌وِرکس، تورنتو
- ۱۳۹۳ - در سمت وحشی (به انگلیسی: On The Wild Side)، گالری ۱۳۱۳، تورنتو[۱۲]
- ۱۳۹۴ - متریالایز (به انگلیسی: Materialize)، کرفت انتاریو، تورنتو[۱۳]
- ۱۳۹۴ - فستیوال The Word on the Street، تورنتو[۱۴]
- ۱۳۹۴ - کنفرانس هنر فمینیست (به انگلیسی: Feminist Art Conference)، کالج هنر و طراحی اونتاریو، تورنتو
- ۱۳۹۵ - تیمارستان و تعادل (به انگلیسی: Bedlam And Balance)، آرت‌یارد، فرنچتاون، نیوجرسی[۱۵]
- ۱۳۹۵ - ایران x کوبا (به انگلیسی: Iran x Cuba: Beyond the Headlines)، نیویورک[۱۶][۱۷]
- ۱۳۹۵ - سو+زن (به انگلیسی: sew+zan)، گالری آزاد، تهران
- ۱۳۹۶ - جهان‌های ممکن (به انگلیسی: Possible Worlds)، فضای هنری واشهاوس پوتسدام، پوتسدام[۱۸]
- ۱۳۹۶ - جشنواره‌ی تَناوو (به آلمانی: Tanawo Festival)، گالری آفِن‌فآوست، هامبورگ
- ۱۳۹۶ - زوج، گالری نَک، تهران[۱۹]
- ۱۳۹۷ - هفتمین دوسالانه مجسمه‌سازی تهران، موزه هنرهای معاصر تهران، تهران
- ۱۳۹۷ - هات‌داگ کارواش، گالری کمپل ریور، جزیره ونکوور[۲۰]
- ۱۳۹۷ - بازنگری در خانه خیابان عبده، گالری باوان، تهران
- ۱۳۹۸ - زیستبوم، گالری باوان، تهران
- ۱۳۹۸ - زنان میسازند، پلتفرم داربست، تهران[۲۱]
- ۱۳۹۹ - گسستِ محسوس، گالری آزاد، تهران[۲۲]